# Bruno Cabrerizo
Bruno Cabrerizo (Rio de Janeiro, 19 de Julho de 1979) é um ator, apresentador, modelo e ex-jogador de futebol brasileiro. Ficou conhecido internacionalmente como ator e apresentador em Itália e em Portugal, vindo a estrear no Brasil apenas em 2017 na novela Tempo de Amar, da TV Globo.

## Carreira
Bruno iniciou sua carreira de jogador de futebol em 1994 na categoria sub-15 do Botafogo-RJ, onde jogou por 2 anos e meio. Sem muitas chances, acabou saindo e acertando com o CFZ-RJ. No clube de Zico, conseguiu se profissionalizar e ganhou a admiração do Zico, que o levou para um período de testes na Gávea durantes três meses. O zagueiro chegou a fazer uma pré-temporada com o técnico Evaristo de Macedo, mas recebeu uma boa proposta do futebol japonês, onde jogou pelo Sagan Tosu. Em 2002, voltou ao Brasil para jogar o Campeonato Brasiliense pelo CFZ, onde fez parte do plantel que foi campeão estadual invicto.
Bruno ganhou a cidadania italiana aceita em janeiro de 2006, ano em que largou o esporte e começou a estudar teatro. Em 2009 entrou para a TV como assistente de palco do programa Domenica Cinque. Em 2010 passou nos testes do Comedy Central para apresentar o Salsa Rosa. Em 2011 participou do Ballando con Te – versão italiana do Dancing with the Stars –, onde chegou na final e ficou em terceiro lugar. Logo após se mudou para Portugal e seguiu apresentando outros programa e estreou como ator na telenovela A Única Mulher, em 2015. Apenas no final de 2017 retornou ao Brasil ao passar nos testes para protagonizar a novela Tempo de Amar, da Rede Globo.
Ainda em Portugal, estreia-se na ficção da SIC ao interpretar Orlando Jesus, na telenovela Por Ti, em 2022. Em 2024, regressa à TVI para apresentar o programa Dança com as Estrelas, ao lado  de Cristina Ferreira e integrar o elenco de Festa É Festa.

## Filmografia

### Televisão
| Ano         | Canal          | Projeto                   | Personagem / Cargo                | Notas                               |
| ----------- | -------------- | ------------------------- | --------------------------------- | ----------------------------------- |
| 2009        | Italia 1       | Così fan tutte            | Doni                              | Episódio: "18 de setembro"          |
| 2009 – 2010 | Canale 5       | Domenica Cinque           | Ele Próprio                       | Assistente de Palco                 |
| 2010        | Comedy Central | Salsa Rosa                | Ele Próprio                       | Apresentador, com Katia Follesa     |
| 2011        | Rai 1          | Ballando Con lê Stelle    | Ele Próprio                       | Concorrente                         |
| 2011        | Rai 1          | Don Matteo                | Fernando                          | Elenco Principal                    |
| 2014        | Canale 5       | Centrovetrine             | Vasco Doné Paro                   | Elenco Principal                    |
| 2015 – 2017 | TVI            | A Única Mulher            | Santiago Ortiz                    | Elenco Principal                    |
| 2015        | TVI            | Dança com as Estrelas 3   | Ele Próprio                       | Concorrente                         |
| 2015        | TVI            | Pequenos Gigantes         | Ele Próprio                       | Jurado                              |
| 2016        | TVI            | Festa Continente          | Ele Próprio                       | Apresentador                        |
| 2016 – 2017 | TVI            | Somos Portugal            | Ele Próprio                       | Apresentador                        |
| 2017        | TVI            | Ouro Verde                | Laurentino da Silva               | Elenco Principal                    |
| 2017        | Rede Globo     | Tempo de Amar             | Inácio Ramos                      | Protagonista                        |
| 2018        | Rede Globo     | Vídeo Show                | Ele Próprio                       | Apresentador, com Sophia Abrahão    |
| 2018        | Rede Globo     | O Natal Perfeito          | Vinícius                          | Especial fim de ano                 |
| 2019        | Rede Globo     | Órfãos da Terra           | Hussein Zarif                     | Elenco Principal                    |
| 2019        | RTP1           | Ruth: A Pérola do Índico  | José Carlos Bauer                 | Elenco Adicional                    |
| 2020        | Multishow      | A Vila                    | Maurício                          | Episódio: "7"                       |
| 2021        | SIC            | A Máscara 2               | Ele Próprio, disfarçado de Banana | Concorrente                         |
| 2021        | Rede Globo     | Quanto Mais Vida, Melhor! | Marcelo                           | Elenco Principal                    |
| 2022 – 2023 | SIC            | Por Ti                    | Giuseppe Casanova / Orlando Jesus | Elenco Principal                    |
| 2022        | SIC            | Estamos em Casa           | Ele Próprio                       | Apresentador                        |
| 2023        | Rede Globo     | Dança dos Famosos 20      | Ele Próprio                       | Participante                        |
| 2024        | TVI            | Dança com as Estrelas 6   | Ele Próprio                       | Apresentador, com Cristina Ferreira |
| 2024 - 2025 | TVI            | Festa é Festa             | Gabanna Júnior                    | Elenco Principal                    |
| 2025        | TVI            | Funtástico                | Ele Próprio                       | Jurado Convidado                    |
| 2025        | TVI            | Vai Direto                | Evandro                           | Elenco Principal                    |
| 2025        | TVI            | Star Park                 | Ele Próprio                       | Concorrente                         |
| 2025        | RTP1           | Correr o Fado             |                                   | Elenco Principal                    |
| 2025 - 2026 | TVI            | Terra Forte               |                                   | Elenco Principal                    |

### Cinema
| Ano  | Título           | Personagem        |
| ---- | ---------------- | ----------------- |
| 2016 | A Mãe É que Sabe | Vitor             |
| 2018 | O Avental Rosa   | Rafael            |
| 2018 | Ruth             | José Carlos Bauer |
| 2019 | O Garoto         | Fred              |

## Teatro
| Ano     | Título                           | Personagem |
| ------- | -------------------------------- | ---------- |
| 2012–13 | Gli Uomini Preferiscono le Tonte | Vicenzo    |

## Equipes
| Ano(s)    | Time        |
| --------- | ----------- |
| 1994–1996 | Botafogo    |
| 1997–2002 | CFZ         |
| 2003      | Flamengo    |
| 2003      | Sagan Tosu  |
| 2004      | Cabofriense |
| 2005      | Gama        |
| 2005–2006 | Alessandria |

## Prêmios e indicações
| Ano  | Prêmio          | Categoria             | Trabalho indicado | Resultado | Ref.   |
| ---- | --------------- | --------------------- | ----------------- | --------- | ------ |
| 2017 | Prêmio Contigo! | Melhor Ator Revelação | Tempo de Amar     | Indicado  | [ 13 ] |